# طارق علاء
طارق علاء (مواليد 1 يناير 2003) هو لاعب كرة قدم مصري يلعب في مركز خط الوسط في نادي الزمالك ومنتخب مصر تحت 20 سنة.